# Apeadero km 18
Apeadero Km 18 era una estación ferroviaria del Departamento Choya, en la provincia de Santiago del Estero, Argentina.
Formaba parte de la red ferroviaria argentina del Ferrocarril General Belgrano.